# The Breakfast Club
The Breakfast Club és una pel·lícula per a adolescents, escrita i dirigida per John Hughes el 1985. La seva trama mostra a cinc joves, dues noies i tres nois, (cadascun representant un dels diferents clixés de qualsevol escola preparatòria o d'ensenyament secundari) que, a mesura que passen junts un dissabte castigats a la biblioteca del Centre, descobreixen que cadascun d'ells és més profund que el seu respectiu estereotip. El film s'ha convertit en un clàssic, una pel·lícula de culte i ha tingut una gran influència sobre subsegüents produccions cinematogràfiques per a joves. Així mateix, alguns temes de la banda sonora de la pel·lícula van aconseguir un notable èxit.
Es va convertir en un dels títols més paradigmàtics del cinema d'adolescents. Els crítics consideren que és una de les pel·lícules que millor representen l'ambient dels instituts de secundària de l'època, així com una de les obres més memorables i recognoscibles de Hughes. Els mitjans de comunicació es refereixen als cinc actors principals de la pel·lícula com a membres d'un grup anomenat "The Brat Pack".
El film va tenir un pressupost d'1 milió de dòlars i el febrer de 1985, la pel·lícula va assolir en el núm. 3 en la taquilla (darrere de Beverly Hills Cop). Recaptant 45.875.171 dòlars als Estats Units i 51.525.171 a tot el món, convertint-se en un èxit econòmic.
En 2015, en complir-se 30 anys de la seva estrena, va tornar a sales de cinema en una versió remasteritzada.

## Argument
Cinc alumnes de Shermer High School (Illinois), una escola fictícia, passen el dissabte 24 de març de 1984, castigats a la biblioteca del seu institut per diferents motius. Els cinc estudiants són: Allison Reynolds (Ally Sheedy), Andrew Clark (Emilio Estevez), John Bender (Judd Nelson), Brian Johnson (Anthony Michael Hall), i Claire Standish (Molly Ringwald), els qui inicialment no tenen res en comú. En començar el càstig se'ls ordena no parlar ni moure's dels seus seients, ni dormir. Tot això supervisat pel sotsdirector, Richard Vernon (Paul Gleason). Han de romandre allí per un període de vuit hores i cinquanta-quatre minuts (de 7.06 a. m. a 4 p. m.). Se'ls assigna la redacció d'un assaig no menor de 1.000 paraules en el qual cada estudiant ha d'escriure sobre el que ell o ella creu que són. El Sr. Vernon els deixa sense supervisió durant una gran part del temps i només apareix de tant en tant per veure com va tot. Bender, que mostra una actitud molt desafiadora cap al Sr. Vernon, fa cas omís de les regles i es burla dels seus companys, posant-los en situacions compromeses, especialment a Claire. Allison segueix estant estranyament tranquil·la i no desitja parlar amb ningú. A mesura que passen les hores, cadascun comença a parlar i les relacions entre ells canvien.
Els castigats passen les hores de diverses maneres i fins i tot fumant Marihuana que Bender els subministra des de la seva taquilla, xiulant, dibuixant, divagant, o només dormint. A poc a poc s'obren l'un a l'altre i revelen els seus secrets íntims, començant pels motius dels seus propis càstigs. Per exemple, Allison és una mentidera compulsiva, Bender ve d'una llar desestructurada i ha estat víctima de maltractament pel seu pare, Andrew odia al seu pare, el qual vol fer d'ell el típic esportista i triomfador popular sense reparar en els mitjans, Claire s'avergonyeix de la seva virginitat i Brian se sent molt pressionat acadèmicament, doncs les expectatives dels seus pares són molt altes. D'aquesta manera descobreixen que tots ells tenen relacions problemàtiques amb els seus pares. No obstant això, malgrat la relació que es desenvolupa durant el càstig, dubten de si una vegada acabada la reclusió, els vincles que han creat transcendiran més enllà en el temps. Paral·lelament a aquesta trama principal, el Sr. Vernon reflexiona en ocasions sobre les relacions amb els joves en l'àmbit educatiu, posant de manifest la seva frustració sobretot a partir dels topades amb Bender.
A petició del grup, Brian escriu en nom de tots l'assaig que el Sr. Vernon els havia imposat. Brian ho fa, però en lloc d'escriure sobre el tema assignat, escriu una carta al mestre oposant-se a la seva sol·licitud de descriure el que són, doncs es consideren injustament etiquetats dins de cinc estereotips que els va assignar el Sr. Vernon. Se signa l'assaig com "The Breakfast Club" o "El club del desdejuni", i al final del film s'escolta la veu de Brian llegint la redacció.

## Repartiment
| Personatge       | Intèrpret            | Descripció                                                                                              | Motiu del càstig |
| ---------------- | -------------------- | --- | --- |
| John Bender      | Judd Nelson          | El criminal: El protagonista de la pel·lícula. Un buscaraons que contínuament causa estralls a l'escola | Activar l'alarma d'incendis. Al llarg de la pel·lícula es dona a entendre que Bender és castigat amb freqüència                  |
| Claire Standish  | Molly Ringwald       | La princesa: Una jove popular, consentida i rica                                                        | Faltar a classes per anar de compres                                                                                             |
| Brian Johnson    | Anthony Michael Hall | El cervell: Un geni                                                                                     | Posar una pistola de bengala a l'escola, que accidentalment va esclatar en el seu caseller, causant danys menors a la propietat. |
| Andrew Clark     | Emilio Estévez       | L'atleta: Pertanyent al grup de lluites de l'escola                                                     | Embolicar amb cinta adhesiva els testicles d'un company                                                                          |
| Allison Reynolds | Ally Sheedy          | Un cas clínic: una inadaptada i que es denomina com a "mentidera compulsiva"                            | No tenia res millor que fer |

## Recepció i crítiques
The Breakfast Club es va convertir en la pel·lícula juvenil de culte dels anys vuitanta. John Hughes va escriure, va dirigir i va produir aquesta història protagonitzada pels joves actors. Per a tothom ells només eren "l'esportista", "el cervell", "el criminal", "la princesa" i "la rara", però per a si mateixos sempre serien El Club dels Cinc.
La pel·lícula té un 90 % de "Certified Fresh" ("Certificat fresc") sobre la revisió total del lloc web Rotten Tomatoes, basat en 42 informes, amb una puntuació mitjana de 7,5/10. El consens general és fonamental "El club és una mirada càlida, profunda, i molt divertida en la vida interna dels adolescents".
En el lloc Metacritic la revisió assignada a la pel·lícula li va donar una puntuació mitjana ponderada de 62 % basat en 11 ressenyes dels crítics, considerats com a "crítiques generalment favorables".
El lloc espanyol SOS Moviers va donar la màxima qualificació a aquest film, indicant que la gràcia resideix en l'estudi i humanització de personatges estereotipats. Però, assenyala alguns detalls antiquats al dia d'avui, com la banda sonora en general".
El 2008, la pel·lícula va ser seleccionada per la revista britànica Empire com una de "Les 500 millors pel·lícules de tots els temps". De la mateixa manera, The New York Times col·loca la pel·lícula entre les millors pel·lícules de la història de la seva llista de 1000. Finalment, The Breakfast Club va ser classificada com la número 1 per Entertainment Weekly dins de la seva llista de "Les 50 millors pel·lícules col·legials".
El llibre d'opinió, anàlisi i revisió sobre l'extens camp cinematogràfic: "Cinema dels 80" de Jürgen Müller. Fa un grandiós comentari (amb suport d'altres columnistes) sobre l'obra que John Hughes va realitzar, dotant-la d'un gran sentit d'humor i realisme que va ser acollit pel guió, sent un dels pocs films per a adolescents a aparèixer en aquesta edició.
La revista Cinemanía en una de les seves edicions del 2005 va introduir un especial de “les millors 50 pel·lícules dels vuitanta” nomenant The Breakfast Club com la número 1 per davant d'Indiana Jones, El retorn del Jedi i E.T: l'extraterrestre.
A l'ésser una pel·lícula molt popular, el 28 de gener de 2012, es va estrenar una paròdia gairebé exacta d'aquesta pel·lícula al programa de Nickelodeon "Victorious".

## Banda sonora
La banda sonora va ser publicada el 19 de febrer de 1985, pel segell discogràfic A&M Records. Conté 10 cançons de grups i solistes del gènere rock i new wave, la majoria pràcticament desconeguts o d'escàs èxit fora dels Estats Units.
A diferència de la pel·lícula, la banda sonora va resultar ser un veritable fracàs de producció, amb cançons que han quedat en l'oblit. El compositor britànic Keith Forsey va col·laborar amb 4 peces instrumentals.
Únicament el senzill "Don't You (Forget About Me)" de la banda escocesa Simple Minds va aconseguir ingressar a llistes i es va convertir en un gran èxit a nivell mundial, sent el veritable himne de la pel·lícula. La cançó va arribar al número 1 en la llista de Billboard Hot 100 (l'únic assolit per ells) i també al Canadà i Països Baixos. No obstant això, al seu país natal la peça no va tenir tant d'èxit i va aconseguir el número 7. Curiosament, mai es va incloure en un àlbum d'estudi oficial de Simple Minds, a no ser recopilacions posteriors. Durant la pel·lícula, aquest tema sona al principi i just al final, abans dels crèdits.
Malgrat les crítiques, l'àlbum va aconseguir un notable núm.17 en el llistat de Billboard 200, motivat bàsicament per l'èxit de la pel·lícula.

### Llista de cançons
1. "Don't You (Forget About Me)" – 4.20 (Simple Minds)
2. "Waiting" – 4.38 (Elizabeth Daily)
3. "Fire in the Twilight" – 3.51 (Wang Chung)
4. "I'm the Dubti" (instrumental) – 2.10 (Keith Forsey)
5. "Heart Too Hot to Hold" – 4.25 (Jesse Johnson, Stephanie Spruill)
6. "Dream Montage" (instrumental) – 2.38 (Keith Forsey)
7. "We Are Not Alone" – 3.28 (Karla DeVito)
8. "Reggae" (instrumental) – 3.07 (Keith Forsey)
9. "Didn't I Tell You?" – 4.47 (Joyce Kennedy)
10. "Love Theme" (instrumental) – 4.28 (Keith Forsey)